# Икономов, Теодосий

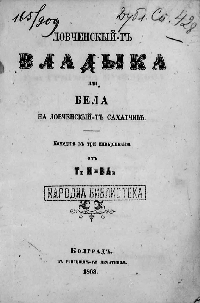
Т. Икономов. «Ловчанский владыка, или Несчастье ловчанского часовых дел мастера». 1908 г.

Теодосий (Богдан) Сотиров Икономов (болг. Теодосий Икономов; 1836, Свиштов, Османская империя — 26 февраля 1871, Болград, Бессарабская губерния, Российская империя) — болгарский драматург, писатель

, публицист, педагог.

## Биография
Окончил гимназию в Киеве. Поступил в университет на славянскую филологию, но учёбы на закончил. В 1859—1861 годах обучался в Праге.
С 1861 года сотрудничал с Георгием Раковским в издании газеты «Дунавски лебед».
Работал учителем в Свиштове (1862), Браилове (1863) и Болграде (с 1864), в 1867—1869 годах — директор Болградской гимназии «Св. Кирилла и Мефодия».
В 1863 году издал пьесу «Ловчанский владыка, или Несчастье ловчанского часовых дел мастера» — первую оригинальную болгарскую комедию (сатира на высшее греческое духовенство в Болгарии). Пьеса подверглась критике со стороны современников и была объявлена «порнографической».
В 1961 г. комедия (в переработке Ал. Гиргинова) была поставлена в Троянском народном театре.
Написал несколько патриотических поэм, ряд публицистических работ и статей учебно-образовательной и исторической тематики («Надгробна реч, написана по случай смъртта на Димитър Ромов» (Болград, 1863), «Слово, изречено в Болградската гимназия в деня на празнуването паметта на Св. св. Кирил и Методий» (Болград, 1864), «Епохата на Симеон Велики или златният век на България», «За значението и важността на славенската катедра в Болград», «Значението на Кирило-Методиевото дело», перевод «О воспитании» Белинского).